# Logothetes ton oikeiakon
Il logothetēs tōn oikeiakōn (in greco λογοθέτης τῶν οἰκειακῶν?), in origine epi tōn oikeiakōn (ὁ ἐπὶ τῶν οἰκειακῶν) era un ministro dell'impero bizantino che aveva diversi incarichi.

## Storia e funzioni
L'oikeiakoi (da οἰκειακός, "appartenente alla famiglia") era una classe di anziani ufficiali domestici dell'imperatore presenti nel IX e X secolo. La posizione di capo di questa classe (epi tōn oikeiakōn dal significato di "alle dipendenze dell'oikeiakoi") apparve probabilmente nel X secolo, in base ad evidenze sfragistiche, o in ogni caso prima del 1030. La sua funzione esatta è poco chiara: Rodolphe Guilland lo considerò il successore dell'epi tou eidikou ovvero il capo del tesoro privato dell'imperatore, mentre Nicolas Oikonomides ritiene fosse l'amministratore dei domini privati dell'imperatore. La posizione era spesso connessa ad altre e comprendeva una serie di compiti legali e fiscali. All'epoca dei Paleologi, divenne logothetēs tōn oikeiakōn, che esercitava prevalentemente compiti diplomatici e legali. Secondo il De officialibus palatii C.politani et de officiis magnae ecclesiae di pseudo-Kodinos, scritto intorno alla metà del XIV secolo, il logothetēs tōn oikeiakōn occupava la 39ª posizione nella gerarchia imperiale, tra il praitōr tou demōu e il megas logariastēs, ma non aveva funzioni ufficiali. La sua uniforme di corte prevedeva un turbante (phakeolis) ed una tunica chiamata epilourikon.